# Pětidomí (Kařez)
Pětidomí je osada, základní sídelní jednotka obce Kařez v okrese Rokycany v Plzeňském kraji. Leží asi dva kilometry od Zbiroha. Skupina domů byla původně zřízena pro lesní vysloužilce. Pětidomí je tvořeno osmnácti domy a trvale je osídleno devatenácti obyvateli.[zdroj⁠?!] Žil zde zeť Bedřicha Smetany a taktéž operní pěvkyně Marie Gärtnerová. Dnes je turistickou křižovatkou; vedou sem tři značené turistické trasy ze šesti směrů.

## Turistické a cykloturistické značení
Do Pětidomí se lze dostat po následujících trasách:
- Po žluté z Týčku či z Kařeza
- Po modré ze Zbiroha nebo z Komárova
- Po zelené z Cerhovic či z Újezda
- Cca 200 m od Pětidomí vede značená cyklistická trasa 0006